# Gare de Diarville
La gare de Diarville est une gare ferroviaire française de la ligne de Jarville-la-Malgrange à Mirecourt, située sur le territoire de la commune de Diarville, dans le département de Meurthe-et-Moselle, en région Grand Est.
Elle est mise en service en 1879 par la Compagnie des chemins de fer de l'Est. C'est une Halte de la Société nationale des chemins de fer français (SNCF), fermée car sans desserte, le trafic voyageurs est suspendu depuis décembre 2016.

## Situation ferroviaire
Établie à 282 mètres d'altitude, la gare de Diarville est située au point kilométrique (PK) 43,027 de la ligne de Jarville-la-Malgrange à Mirecourt, entre les gares de Vézelise (s'intercalent les haltes de Saint-Firmin - Housséville, Praye-sous-Vaudémont, Forcelles-Saint-Gorgon), et de Frenelle-la-Grande - Puzieux (s'intercale la halte de Bouzanville - Boulaincourt). Le trafic voyageurs est suspendu sur cette section de la ligne.

## Histoire
Au mois d'août 1878, le conseil général du département de Meurthe-et-Moselle est informé de l'état d'avancement de la ligne de Vézelise à Mirecourt par le rapport, du 21 juin, de l'ingénieur du contrôle Bauer. Il y indique notamment que les travaux de terrassement sont terminés, les talus réglés, les ouvrages d'art achevés et que les terrains nécessaires ont tous été achetés et payés. En ce qui concerne les stations et haltes, il indique notamment, « dans la station de Diarville, les maçonneries de fondation du bâtiment des voyageurs et du quai découvert sont terminées ».
La station de Diarville est mise en service le 22 décembre 1879 par 
la Compagnie des chemins de fer de l'Est lorsqu'elle ouvre à l'exploitation la ligne de Vézelise à Mirecourt. La deuxième voie est établie en 1884 sur la totalité de la ligne.
Le 18 décembre 2016, la gare de Diarville est fermée au service des voyageurs du fait de la suspension de ce service, entre Pont-Saint-Vincent et Vittel. La raison invoquée, par la SNCF : « des soucis de vétusté de la ligne avec des travaux colossaux à réaliser sur les voies. Une réhabilitation évaluée à cent millions d'euros ».

## Service des voyageurs
Gare fermée de la SNCF.